# Qua la mano picchiatello!..
Qua la mano picchiatello!.. (Cracking Up) è un film comico diretto e interpretato da Jerry Lewis. Fu girato nel giugno del 1982 e venne distribuito al cinema solo in Europa.

## Trama
Warren Nefron (Jerry Lewis) è un poveraccio a cui non ne va una giusta. Racconta al suo psichiatra, il Dott. Pletchick (Herb Edelman), i suoi problemi. Attraverso una serie di flashback, ci viene raccontata la storia di Warren.
Warren è talmente un fallito che persino i suoi numerosi tentativi di suicidio sono falliti miseramente. Lo psichiatra decide di provare a curare l'inettitudine di Warren con l'ipnosi. La cura ha successo ma, nonostante Warren sia ora guarito, adesso è lo psichiatra che ha ereditato tutti i problemi di Warren.

## Produzione
Jerry Lewis torna a collaborare con il suo coautore di tanti successi negli anni 60, Bill Richmond. Inoltre sono presenti diversi camei, inclusi quelli di Sammy Davis Jr., Dick Butkus e Milton Berle. Nel dicembre 1982, dopo il termine delle riprese, Lewis subì un delicato intervento chirurgico per l'innesto di un triplo bypass cardiaco all'ospedale Desert Springs Hospital di Las Vegas.

## Distribuzione
Il film fu distribuito nel 1983 negli Stati Uniti solo in formato VHS e per la televisione via cavo. Nel maggio 1985 uscì anche nei cinema ma solamente per due giorni al Thalia Theatre di New York con il suo titolo originario, Smorgasbord. In Europa uscì al cinema: in Italia Lewis venne addirittura a promuoverlo, facendo un veloce tour nei teatri italiani (dove si esibiva come cantante jazz/swing, inframezzando l'esibizione con le sue famose gag visive) e partecipando come ospite al programma di Raiuno Al Paradise, condotto da Oreste Lionello, suo doppiatore nel film. Misteriosamente per l'Italia il film è stato completamente rimontato. Se si confronta la pellicola uscita nelle sale italiane con l'originale si notano numerosi stravolgimenti.